# 1885 Herero
1885 Herero è un asteroide della fascia principale. Scoperto nel 1948, presenta un'orbita caratterizzata da un semiasse maggiore pari a 2,2499580 UA e da un'eccentricità di 0,2474477, inclinata di 5,66250° rispetto all'eclittica.